# Jugada
Jugada (en népalais : जुगाडा) est un comité de développement villageois du Népal situé dans le district de Bajura. Au recensement de 2011, il comptait 5 358 habitants.